# 選ばれし人

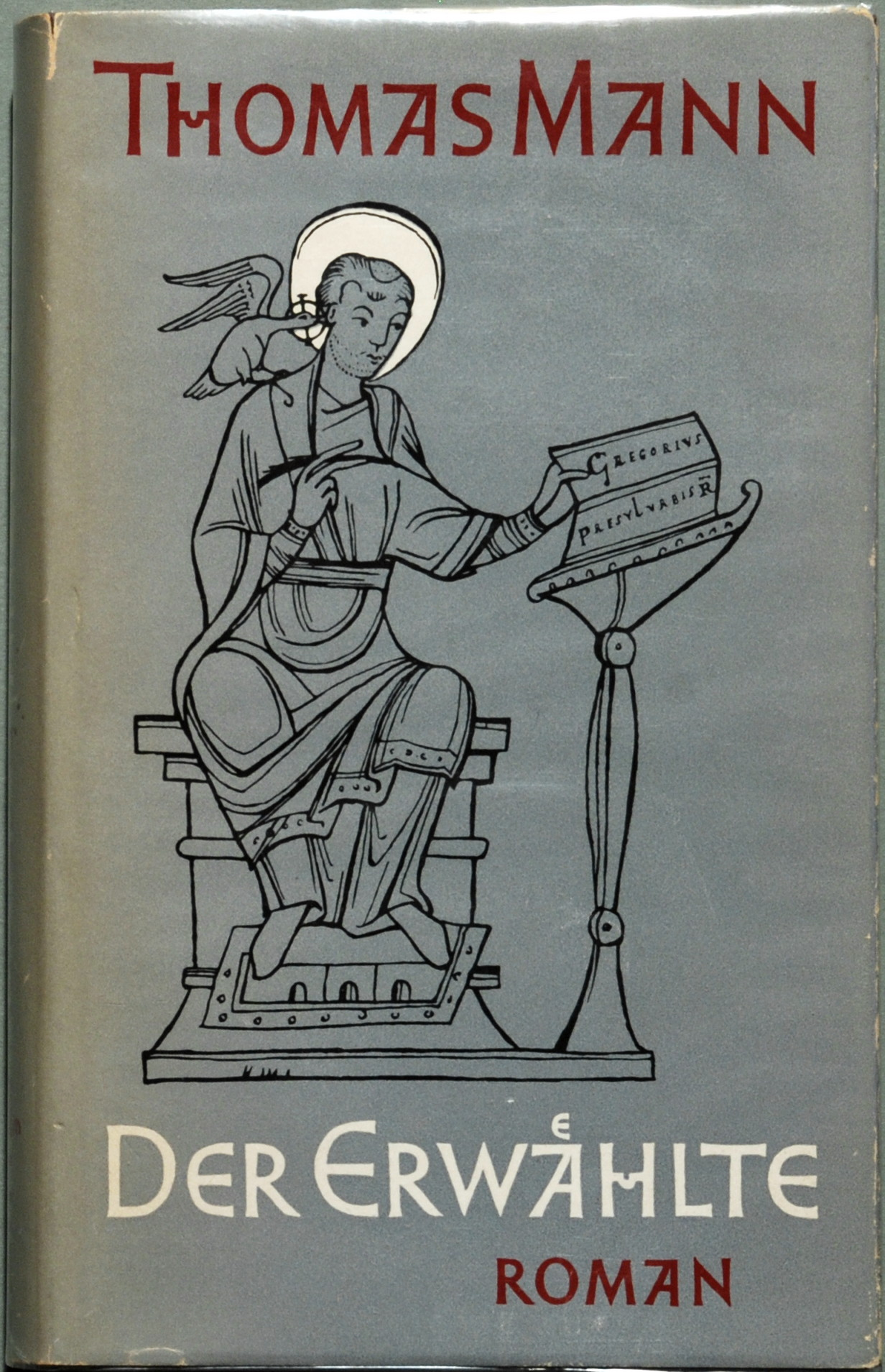
初版本（1951年）

『選ばれし人』（独：Der Erwählte）は、トーマス・マンの小説。1951年3月刊。フランドル及びアルトワの君主グリマルト公と、その妻バードゥヘナの間に産まれたウィリギスとジビュラの双子の兄妹の近親相姦から生まれたグレゴリウスの恩寵を書いた作品である。
ハルトマン・フォン・アウエなどに見られる聖グレゴリウス伝説を土台としており、近親相姦によって産まれたグレゴリウスが、再会した母親と結婚することで二重の近親相姦を犯しだ後、17年の善行の後にローマ法王に選ばれるという共通した筋が用いられるが、ハルトマンが宗教的な神への賛美を重視したのに対し、本作はドイツ民族へ向けた主張という文脈でしばしば解釈される。
本作はファウストゥス博士に続いてトーマス・マンのカルフォルニア滞在時に執筆された長編小説であるが、この作品の成立前後から彼はヨーロッパへ戻ることを考慮し始めた。